# Emiliano Zurita
Emiliano Zurita Bach (Ciudad de México, 29 de octubre de 1992) es un actor, escritor y productor mexicano, conocido por su papel de Felipe Quintanilla en la serie de Telemundo, Señora Acero (2018-2019). Recientemente se destaca como productor y escritor de la serie de comedia de Prime Video, Cómo sobrevivir soltero junto a su hermano, con quien tiene una compañía de producción llamada Addiction House.

## Vida personal
Es hijo de la actriz argentina Christian Bach y el actor mexicano Humberto Zurita, y hermano menor de Sebastián Zurita. Se graduó del Pratt Institute en Nueva York como arquitecto, y al mismo tiempo, estudió actuación en Susan Batson Studios, con James E. Lee y Susan Batson.

## Filmografía

### Películas
| Año  | Título                | Rol            | Notas        |
| ---- | --------------------- | -------------- | ------------ |
| 2010 | Ángel caído           | Liut           |              |
| 2018 | El muro               | Pedro          | Cortometraje |
| 2019 | Guadalupe Reyes       | Gabo           |              |
| 2020 | El baile de los 41    | Evaristo Rivas |              |
| 2020 | El mesero             | Pedro          |              |
| 2021 | No, porque me enamoro | Gabo Gabeau    |              |

### Televisión
| Año       | Título                        | Rol                        | Notas                                        |
| --------- | ----------------------------- | -------------------------- | -------------------------------------------- |
| 2018–2019 | Señora Acero                  | Felipe Quintanilla         | Papel recurrente (temporada 5); 65 episodios |
| 2022      | Natural Born Narco            | Aurelio                    |                                              |
| 2023      | La cabeza de Joaquín Murrieta | Casey                      | Papel recurrente; 8 episodios                |
| 2023      | Cómo sobrevivir soltero       |                            |                                              |
| 2024      | Zorro                         | Enrique Sánchez Monasterio | Papel recurrente                             |

### Otros trabajos
| Año           | Título                  | Notas                                          |
| ------------- | ----------------------- | ---------------------------------------------- |
| 2020–presente | Cómo sobrevivir soltero | Serie de televisión; como productor y escritor |